# Dorylus brevis
Dorylus brevis é uma espécie de formiga do gênero Dorylus.